# Country neotradicional
El llamado country neotradicional es un estilo de música country que rechaza la mayor parte de los elementos de ésta que se escucha en las radiofórmulas. 
Este estilo enfatiza el fondo instrumental e incluso comparte estética con los grupos de las décadas de los años 1940, 1950 y principios de los 1960. Algunos de los artistas incluidos en este estilo se asocian al movimiento de country alternativo.

## Historia
El country neotradicional nace como reacción ante la falta de fuerza musical de la música country comercial, buscando inspiración en viejos artistas como Ernest Tubb, Hank Williams y Kitty Wells. Ha sido precursor de una categorización más general conocida como New Country.

## Neotradicionalismo vs country alternativo
Aunque ambos términos suelen considerarse sinónimos, el country alternativo difiere en un sonido más duro (rough-&-tumble sound). Por otra parte, muchos de los artistas de country neotradicional se consideran músicos de música comercial, como George Strait, Alan Jackson o Randy Travis, quien sin embargo consiguen un sonido country tradicional .
Además, muchos artistas de country alternativo están muy influenciados por artistas de rock alternativo, algo rechazado por el neotradicionalismo, influenciado por la música folk y bluegrass.